# Dąbrówka Polska (Nowy Sącz)
Dąbrówka Polska, Dąbrówka – osiedle w Nowym Sączu, znajduje się na południu miasta. Graniczy z osiedlami Wólki, Kaduk, Poręba Mała i Biegonice. 
Nazwa osiedla Dąbrówka i granice od 1990 r. Do 1973 r. stanowiła podmiejską wieś Dąbrówka Polska, według TERYT nadal obowiązuje nazwa Dąbrówka Polska jako część miasta.

## Historia
Wieś Dąbrówka istniała przed 1409, kiedy to król Władysław Jagiełło nadał ją na własność klasztorowi norbertanów z Nowego Sącza. Od 1770-1918 w zaborze austriackim. W 1784 wieś włączono do tzw. funduszu religijnego. W 1785 próbowano osiedlić  tutaj 12 rodzin żydowskich tworząc kolonię zwaną Emaus (Nowa Jerozolima).
Po opuszczeniu kolonii przez Żydów na ich miejsce osadzono kolonistów niemieckich z Wirtembergii. W 1788 kolonia ta otrzymała nazwę Neu Dąbrówka, potem Dąbrówka Niemiecka dla odróżnienia od dawnej zwanej teraz Polską. Ostatecznie Dąbrówka Niemiecka w 1923 r. została włączona do Nowego Sącza (obecnie w osiedlu Kaduk). Natomiast Dąbrówka Polska wraz z Bielowicami w całości włączona została do miasta w lutym 1977 roku.